# ソシアウFC
ソシアウFC（ポルトガル語: Social Futebol Clube）はブラジル・ミナスジェライス州コロネル・ファブリシアーノを本拠地とするサッカークラブ。

## 歴史
1944年10月1日設立。アントニオ・ジアスからコロネル・ファブリシアーノが分離する4年前で、アントニオ・ジアスのビイネスマンがコメルシアウの名前をクラブにつけようとしていたが、町の全階層を代表するクラブという事でソシアウの名前に決まった。
当初はベウゴ・ミネイラ・シデルルジックの労働者が選手で、サポーターはコロネル・ファブリシアーノ中心部の様々な階級の人々であった。プロとしての初試合は1981年に行われた。
1997年にカンピオナート・ブラジレイロ・セリエCに参戦した。

## 本拠地
エスタジオ・ルイス・エンシュを本拠地として使用している。収容人数は6000人。キャパシティが足りない場合はエスタジオ・ムニシパウ・ジョアン・ラメゴ・ネットを使用する。

## タイトル
- カンピオナート・ミネイロ・モドゥロII・ダ・プリメイラ・ディヴィソン: 1996, 2007[3]
- カンピオナート・ミネイロ・ダ・セグンダ・ディヴィソン: 1995[3]
- アマヴァソ・カップ: 2005[4] 2008[5]

## 歴代所属選手
- クレベルソン・ルイス・マルケス 2009
- ウィリアムズ・バチスタ・フレイレ・ジュニオール 2016
- ジャイロ・ペレイラ・レイス 2017